# Šumperk
Šumperk (en allemand : Mährisch Schönberg) est une ville de la région d'Olomouc, en Tchéquie, et le chef-lieu du district de Šumperk. Sa population s'élevait à 24 735 habitants en 2025.

## Géographie
Šumperk se trouve au pied du Hrubý Jeseník, un massif qui fait partie des montagnes des Sudètes, à 48 km au nord-nord-ouest d'Olomouc, à 95 km à l'ouest-nord-ouest d'Ostrava et à 182 km à l'est de Prague.
La commune est limitée par Bratrušov et Rejchartice au nord, par Rapotín, Vikýřovice et Nový Malín à l'est, par Dolní Studénky au sud, et par Bludov, Ruda nad Moravou et Bohdíkov à l'ouest.

## Histoire
La première mention écrite de la ville date de 1281.
Les origines des armoiries de Šumperk remontent à la fin du XIIIe siècle, lorsque le blason de la famille noble de Šumperk — un bois de cerf — figure sur le sceau de la ville. Toutefois, la plus ancienne trace du sceau de Šumperk avec ce symbole remonte au début du XVIe siècle. Par un privilège édicté à Prague le 23 avril 1562, l'empereur du Saint-Empire et roi de Bohême Ferdinand Ier s'engage à ne jamais faire sortir Šumperk de la maison royale et accorde en même temps à la ville le droit de tenir un troisième marché annuel, le droit de sceller avec de la cire rouge et, surtout, donne de nouvelles armoiries à la ville. L'auteur de ces armoiries de Šumperk est Jiří Louda.

## Population
Recensements ou estimations de la population de la commune dans ses limites actuelles :
| 1869* | 1880*  | 1890*  | 1900*  | 1910*  | 1921*  | 1930*  |
| ----- | ------ | ------ | ------ | ------ | ------ | ------ |
| 9 651 | 10 983 | 13 331 | 14 658 | 16 448 | 16 006 | 18 739 |

| 1950*  | 1961*  | 1970*  | 1980*  | 1991*  | 2001*  | 2011*  |
| ------ | ------ | ------ | ------ | ------ | ------ | ------ |
| 17 192 | 19 266 | 23 693 | 28 108 | 30 422 | 29 490 | 26 737 |

| 2014   | 2015   | 2016   | 2017   | 2018   | 2019   | 2020   |
| ------ | ------ | ------ | ------ | ------ | ------ | ------ |
| 26 806 | 26 697 | 26 478 | 26 305 | 26 151 | 25 957 | 25 836 |

| 2021*  | 2022   | 2023   | 2024   | 2025   | - | - |
| ------ | ------ | ------ | ------ | ------ | - | - |
| 25 182 | 24 910 | 25 061 | 24 969 | 24 735 | - | - |

## Patrimoine
Patrimoine civil

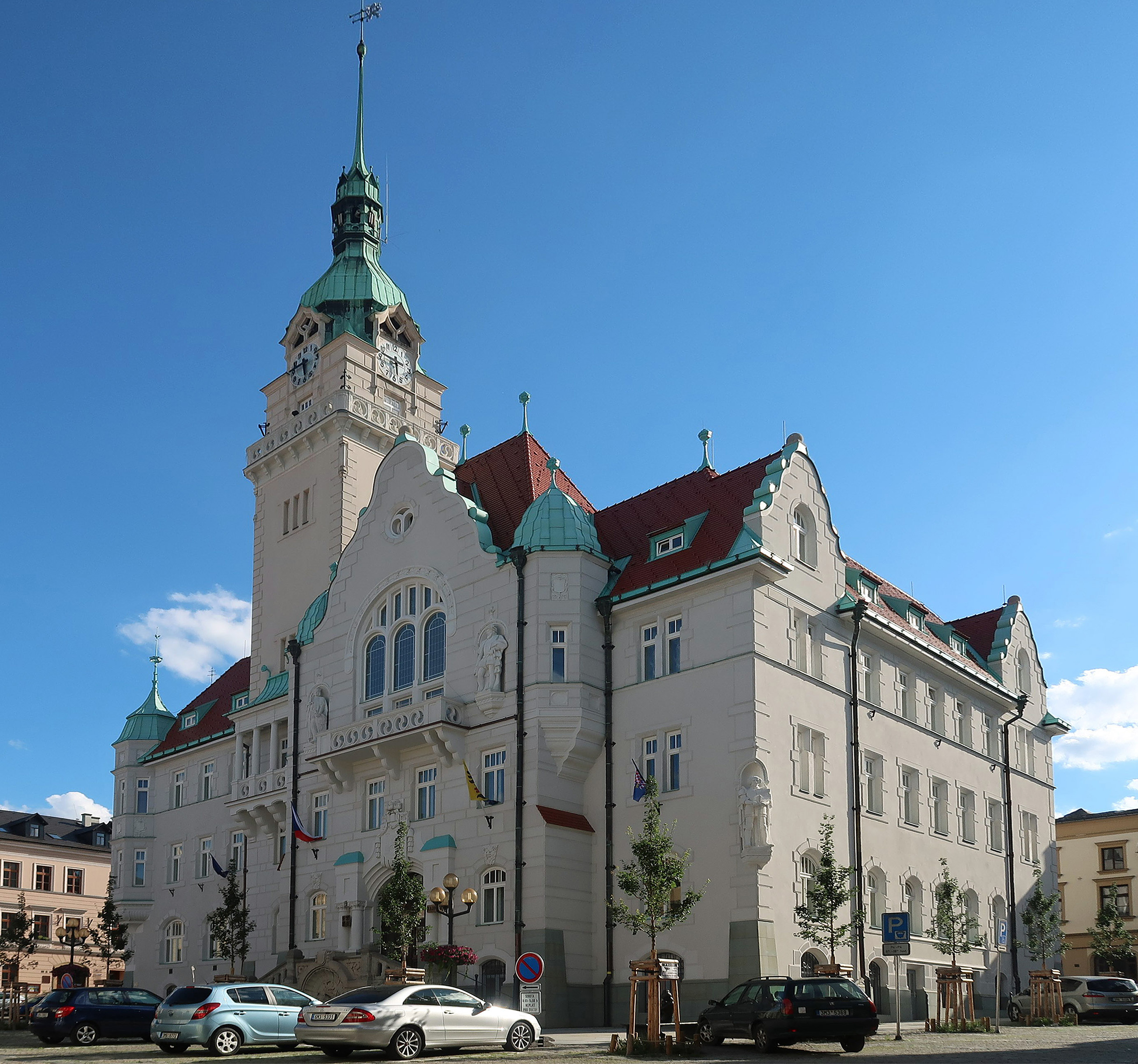
L'hôtel de ville.
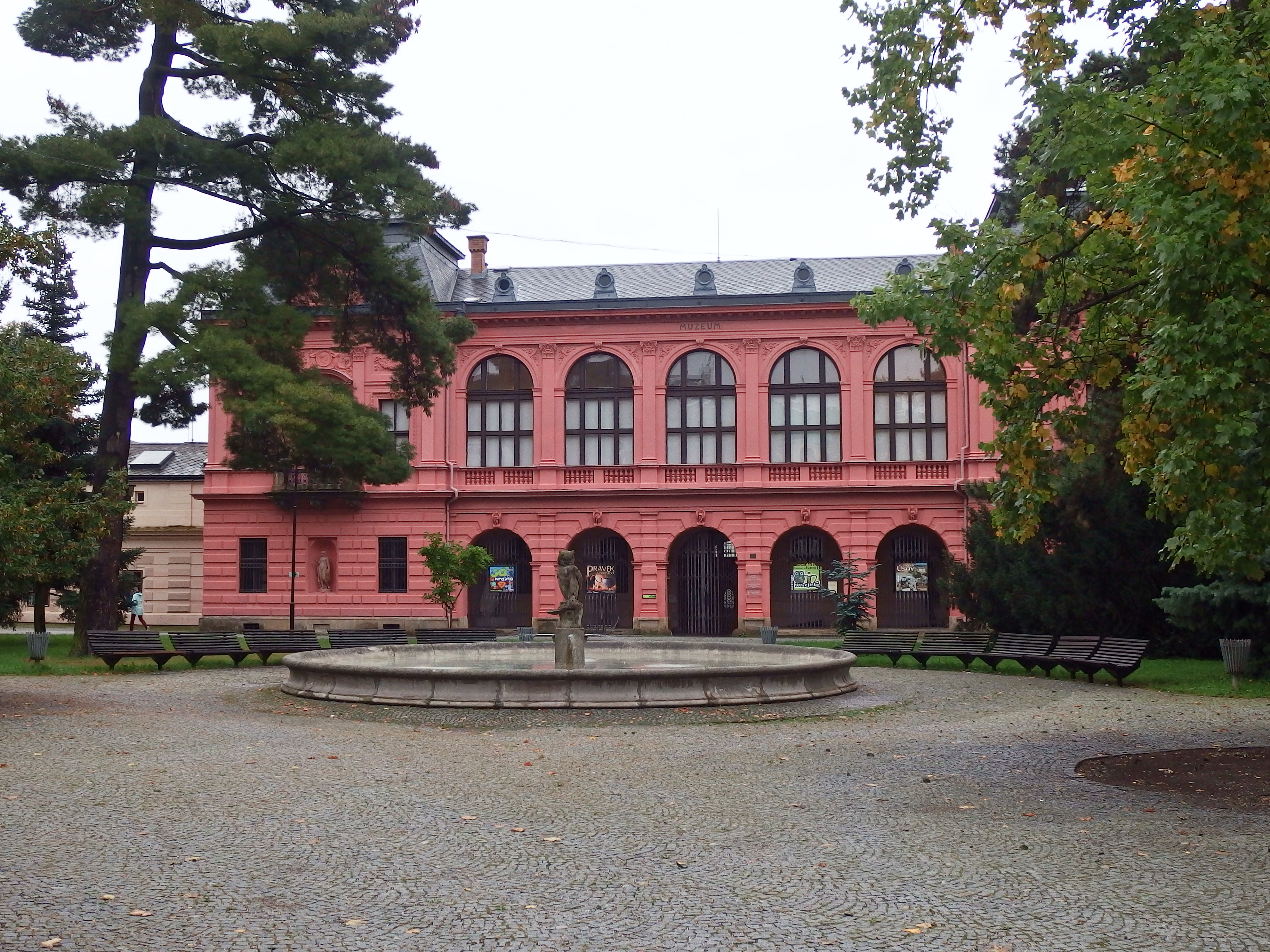
Musée de Šumperk

Patrimoine religieux

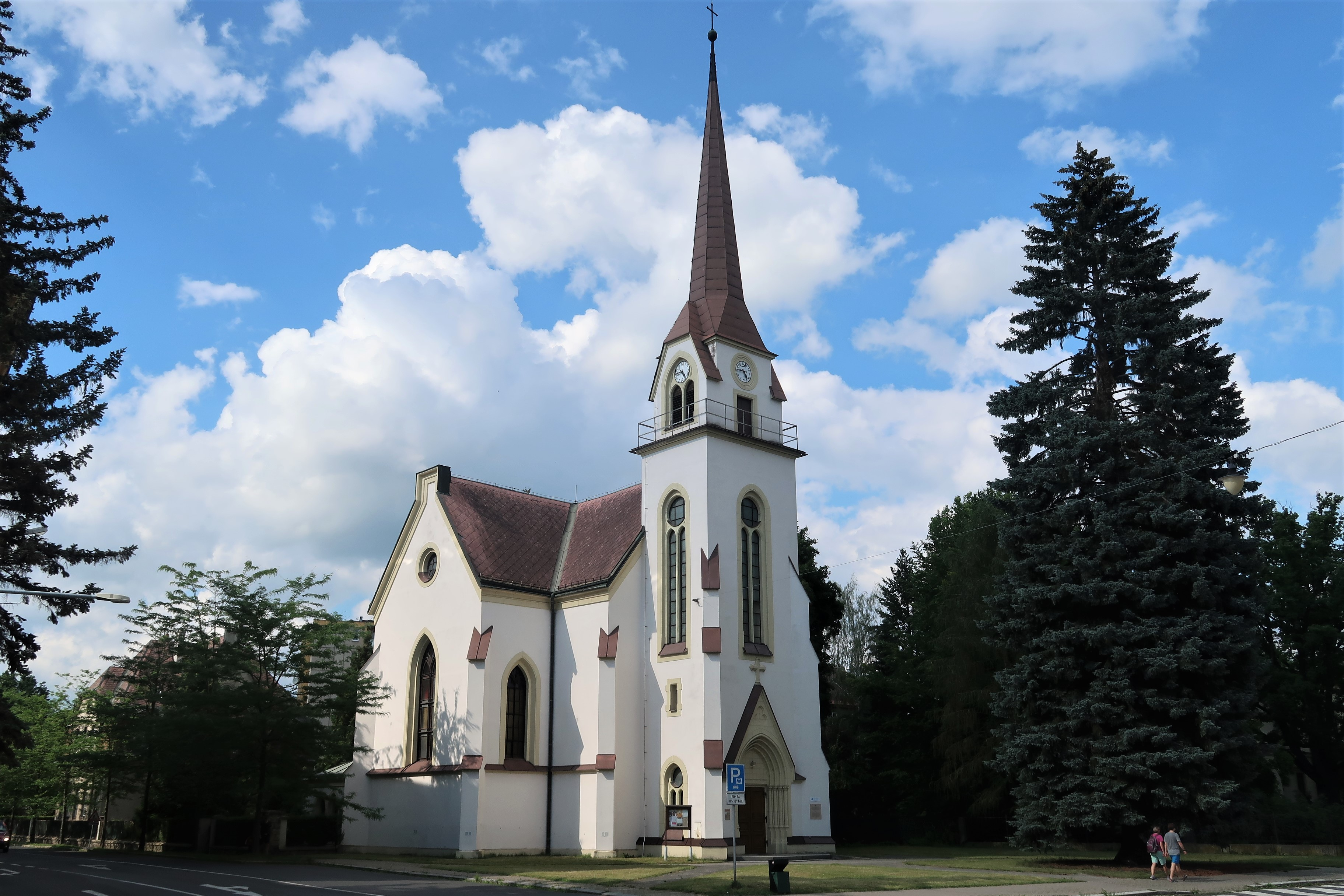
L'église évangélique.
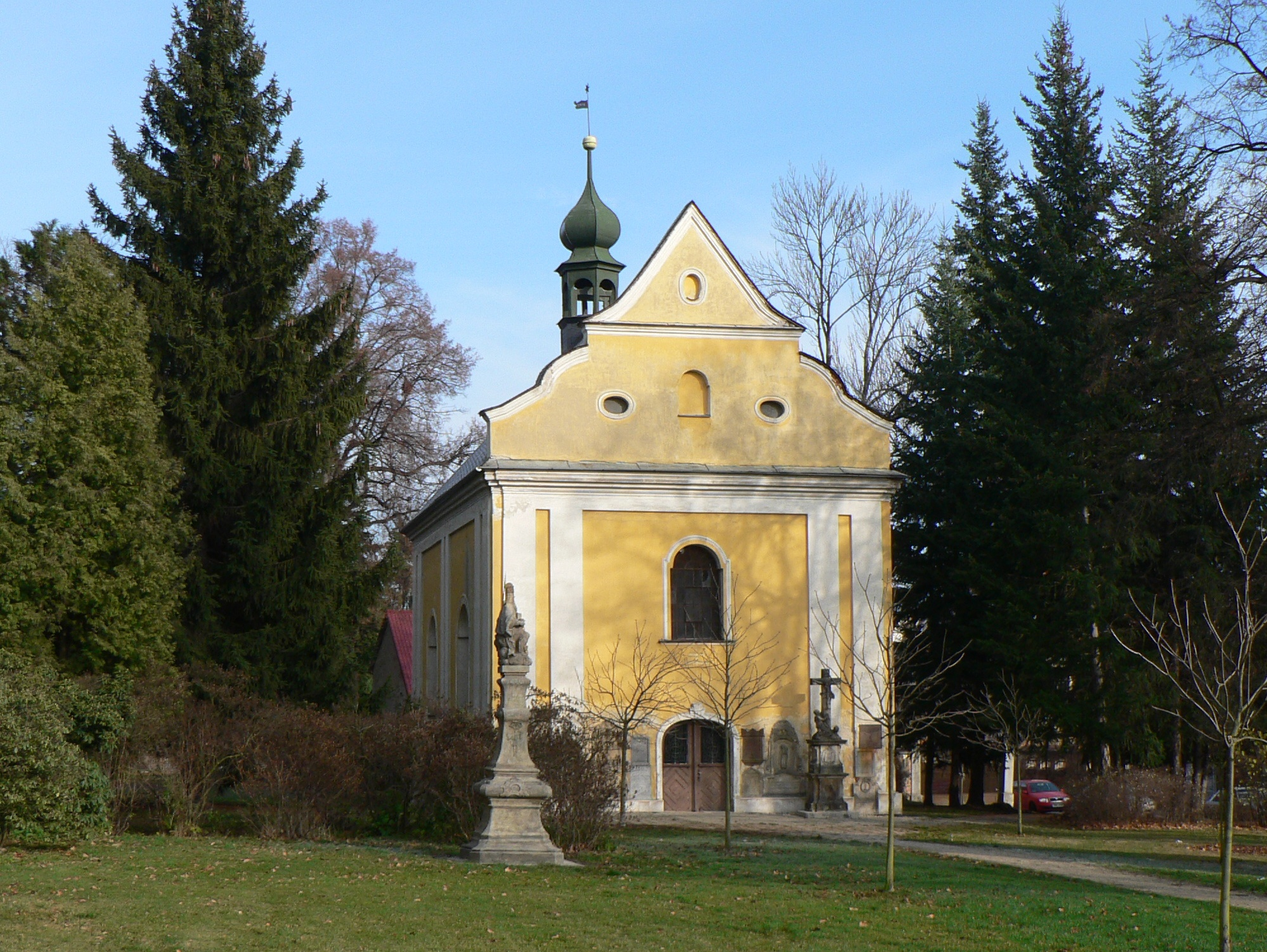
L'église Sainte-Barbara.
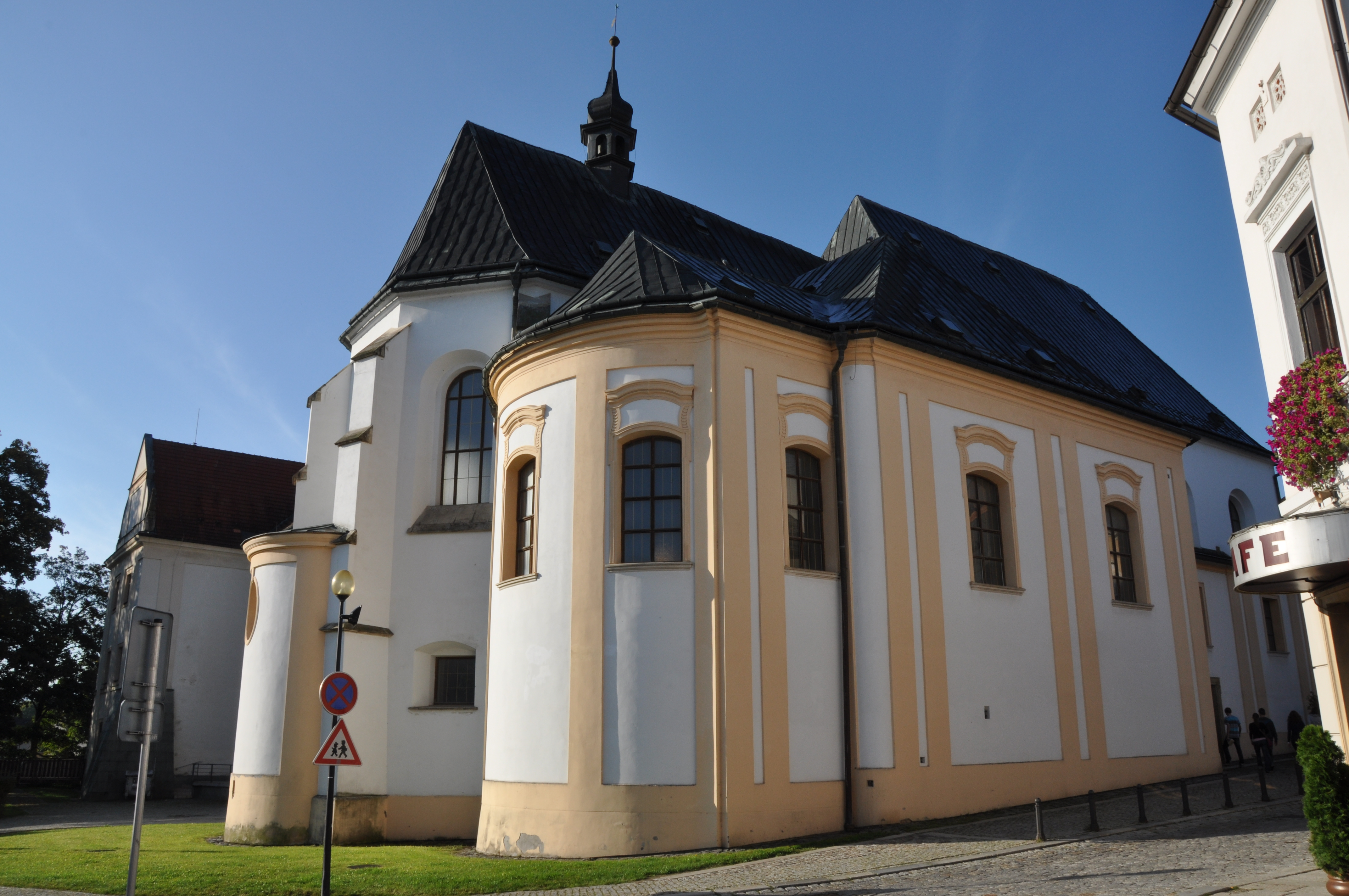
Église de l'Annonciation.

## Transports
Par la route, Šumperk se trouve à 54 km d'Olomouc, à 113 km de Hradec Králové, à 125 km d'Ostrava et à 226 km de Prague.

## Jumelage
La ville de Šumperk est jumelée avec :
- Vaasa (Finlande) depuis 1984
- Bad Hersfeld (Allemagne) depuis 1994
- Maarssen (Pays-Bas) depuis 1994
- Nysa (Pologne) depuis 1996
- Mikulov (Tchéquie) depuis 1998
- Polotsk (Biélorussie) depuis 2000
- Prievidza (Slovaquie) depuis 2001
- Ebreichsdorf (Autriche) depuis 2002

## Personnalités
- Jan Balabán, écrivain, journaliste, traducteur, né à Šumperk en 1961
- Eva Pavlová, épouse du président Petr Pavel, née à Šumperk en 1964